# بلدة يوبسيلانتي (ميشيغان)
يوبسيلانتي (بالإنجليزية: Ypsilanti Township, Michigan)‏ هي بلدة تقع في مقاطعة واشتيناو (ميشيغان) بولاية ميشيغان في الولايات المتحدة. تبلغ مساحتها 82.2 (كم²)، وترتفع عن سطح البحر 221 م، بلغ عدد سكانها 53362 نسمة في عام 2010 حسب إحصاء مكتب تعداد الولايات المتحدة .

## وصلات خارجية
- www.twp.ypsilanti.mi.us
- The US50 - Cities and Towns in Michigan State
- Michigan Cities and Towns, Facts, Map, Flag, Colleges, Government, and More